# جرف البيانات
جرف البيانات (المعروف أيضًا باسم اختراق البيانات أو p-hacking) هو إساءة استخدام تحليل البيانات للعثور على أنماط في البيانات يمكن تقديمها على أنها ذات دلالة إحصائية، وبالتالي زيادة خطر النتائج الإيجابية الخاطئة بشكل كبير وتقليل أهميتها. يتم ذلك من خلال إجراء العديد من الاختبارات الإحصائية على البيانات والإبلاغ فقط عن تلك التي تعود بنتائج ذات دلالة.